# Esplanade Gaston-Monnerville
Pour les articles homonymes, voir Monnerville (homonymie).
L'esplanade Gaston-Monnerville est, depuis 2006, une esplanade et un espace vert situé dans le 6e arrondissement de Paris.

## Situation et accès
Elle est située entre la rue Auguste-Comte et le jardin des Grands-Explorateurs Marco-Polo et Cavelier-de-la-Salle.
Le site est desservi par la ligne 12 à la station de métro Notre-Dame-des-Champs et par la ligne 4 à la station Vavin.

## Origine du nom
Cette voie parisienne porte le nom de Gaston Monnerville (1897-1991), un homme politique français du XXe siècle, notamment président du Sénat, dont l'hémicycle est à proximité de l'esplanade.

## Historique

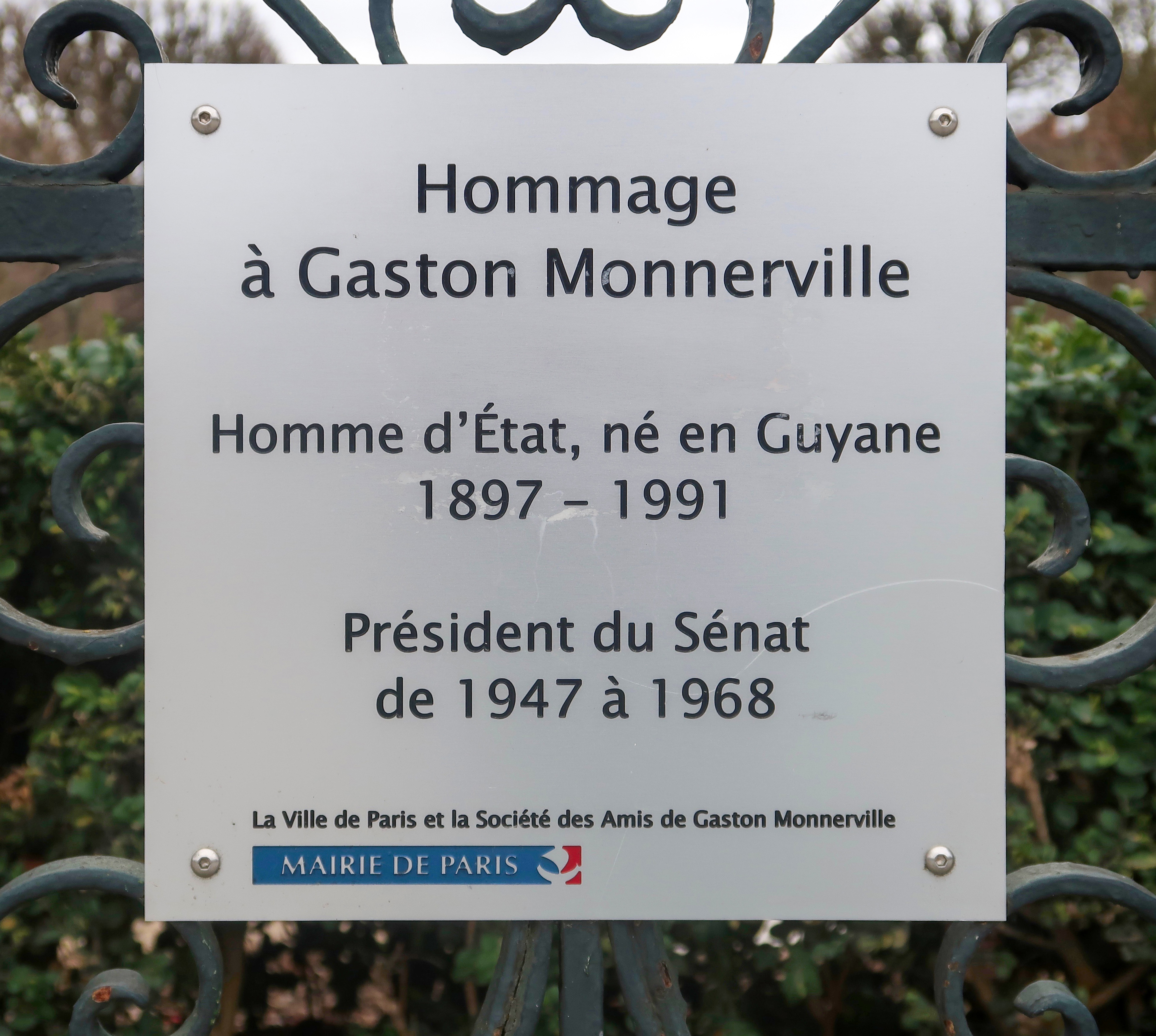
Plaque.

À la suite d'une demande de l'Association des amis de Gaston Monnerville, le Conseil de Paris, représenté par Christian Poncelet et Bertrand Delanoë, inaugure le 5 septembre 2006 le renommage de l'ancien jardin Cavelier-de-la-Salle, en son honneur. Le buste en son hommage, érigé sur l'esplanade en 2011, a été conçu par le sculpteur Jacques Canonici et le fondeur Jean-Jacques Avangini. Il est inauguré le 20 décembre 2011 en présence du président du Sénat Jean-Pierre Bel et du maire de Paris Bertrand Delanoë.
Par arrêté municipal en date des 8, 9, 10 et 11 juillet 2019 l'allée ouest de l'esplanade Gaston-Monnerville située 7, place André-Honnorat prend le nom d'« allée Nicole-Fontaine ».